# Eihei Dogen

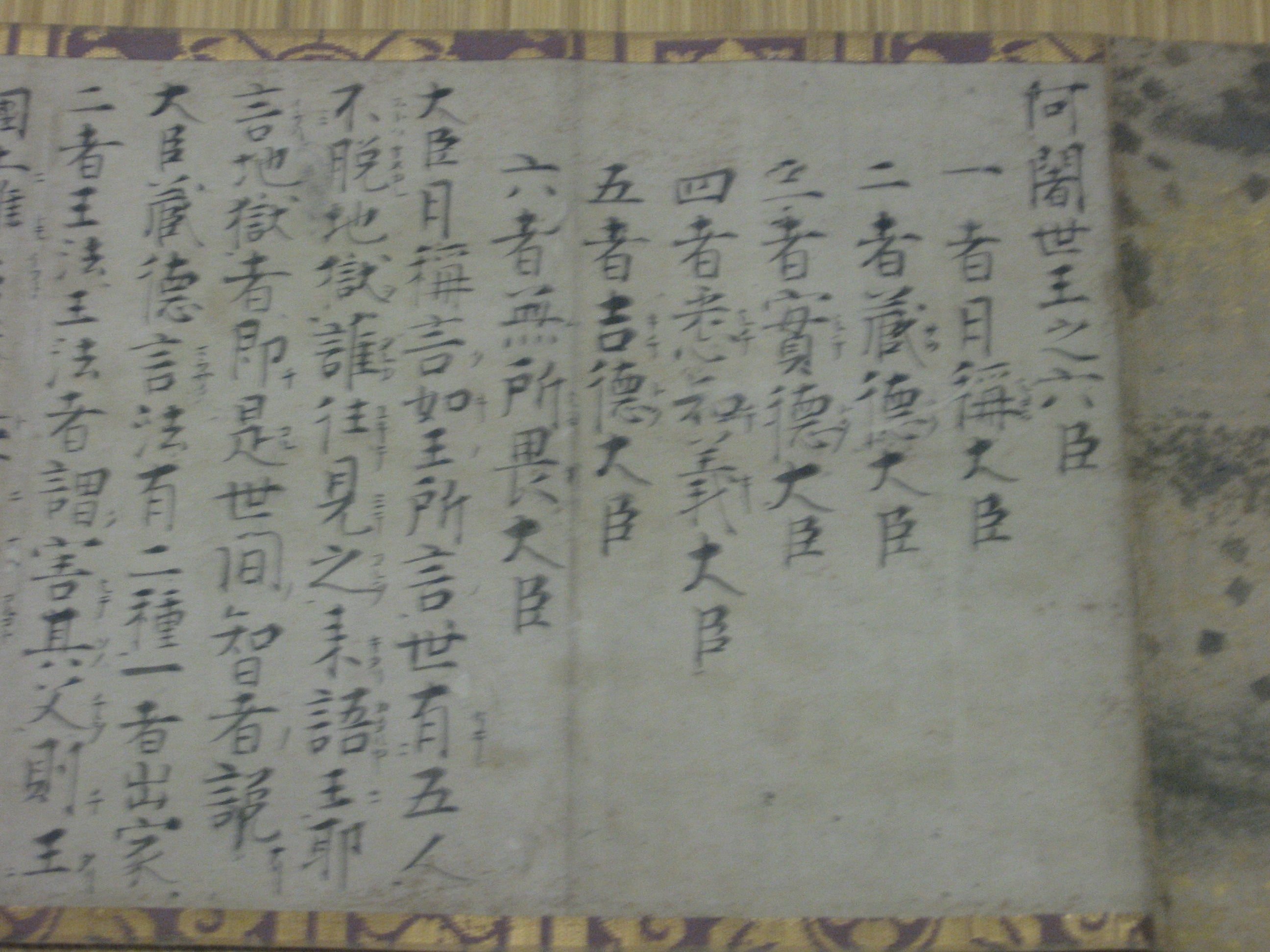
"Kamakura Nagoe-Byakue-sha no Jikai", um texto do século XIII escrito pelo próprio Dogen e guardado atualmente na Casa do Tesouro do templo soto Hōkyō-ji, em Echizen, em Fukui, no Japão

Dōgen Zenji (道元禅師; também conhecido como Dōgen Kigen 道元希玄, Eihei Dōgen 永平道元, Koso Joyo Daishi ou simplesmente Dogen) (19 de janeiro de 1200 – 22 de setembro de 1253) foi um mestre zen-budista japonês nascido em Kyōto. Dogen fundou a escola Soto de zen. Ele foi uma figura religiosa proeminente em seu tempo, bem como um filósofo importante. Dogen é conhecido pelo sua obra "Tesouro do Olho do Dharma verdadeiro" (Shōbōgenzō), uma coleção de 95 fascículos relacionados à prática budista e à iluminação.

## Biografia
O mestre zen-budista Eihei Dogen nasceu em 1200, em Kyoto, então capital imperial do Japão. Filho de nobres, perdeu o pai aos três anos e a mãe aos oito. A perda de sua mãe parece ter causado forte impressão sobre ele, fazendo-o entrar em contato com o conceito budista da impermanência (無常 mujō) e iniciar o curso de suas questões sobre a natureza da existência. Aos 13 anos, foi para um monastério no Monte Hiei, onde foi ordenado monge budista da escola Tendai. Ao dedicar-se com afinco ao estudo das escrituras budistas, defrontou-se com uma questão que, para ele, teve papel fundamental em suas escolhas:
| “ | As escolas de budismo ensinam que os seres humanos são dotados de natureza búdica por nascimento. Se isto é verdade, por que os budas de todas as épocas — indubitavelmente iluminados — ensinam que é necessário buscar a iluminação e engajar-se em práticas espirituais? | ” |

Esta questão foi originada em grande parte pelo conceito tendai de "iluminação original" (本覚 hongaku), que atesta que todos os seres humanos são iluminados por natureza e que, consequentemente, toda ideia de se atingir a iluminação através da prática é fundamentalmente errônea.
Como Dogen não encontrou uma resposta para esta questão no Monte Hiei, decidiu visitar outros mestres. Visitou o mestre Koin, abade tendai do Templo Onjōji (園城寺). Koin lhe disse que, para encontrar uma resposta, Dogen deveria considerar estudar chan na China. Kōin mandou Dogen a Myōan Eisai, em Kyoto, um famoso monge tendai que havia estado na China e trazido a prática da escola zen rinzai em 1191. Em 1214, Dōgen foi estudar com Eisai no Templo Kennin-ji (建仁寺) e, após a morte de Eisai no ano seguinte, ele continuou seu estudo sob o sucessor de Eisai, Myōzen (明全). Em 1221, Myōzen conferiu a Transmissão do dharma para Dōgen, reconhecendo que ele havia compreendido os ensinamentos. Dois anos depois, Dogen decidiu fazer a perigosa travessia através do Mar da China Oriental até a China para tentar encontrar uma resposta. Seu mestre Myōzen o acompanhou nessa viagem.

## Viagem à China
Na China, Dogen foi inicialmente aos principais monastérios chan na província de Zhèjiāng. Naquela época, a maior parte dos mestres de chan baseavam seu treinamento no uso de gōng-àns (Japonês: kōan). Embora Dogen tenha estudado os koan assiduamente, ele ficou desencantado devido à grande ênfase dada a eles, e começou a se perguntar por que os sutras não eram mais estudados. Dogen chegou mesmo a recusar-se a receber a transmissão do darma de um mestre devido a este desencanto. Então, em 1225, ele decidiu retornar ao Japão e, em seu caminho de retorno, voltou ao primeiro local de peregrinação na China para despedir-se de seu mestre Myozen. Foi lá que conheceu e tornou-se discípulo do mestre Rújìng (如淨; Japonês, Nyōjo), o décimo-terceiro patriarca da escola Cáodòng (japonês, Sōtō)de budismo zen, no monte Tiāntóng (天童山 Tiāntóngshān; J. Tendōzan) em Níngbō. Rujing era famoso por ter um estilo de zen diferente dos outros mestres que Dogen havia até então visitado.
Rujing era um mestre muito rigoroso, o treinamento levado a cabo no mosteiro era referido como sendo muito duro e difícil. Os monges dormiam pouco e se dedicavam durante muitas horas do dia à pratica da meditação sentada silenciosa (zazen). A principal instrução recebida por Dogen foi para que abandonasse corpo e mente ao caminho, significando um abandono completo de si mesmo e de toda e qualquer ideia de identidade ou preconcepções acerca dos próprios ensinamentos, dedicando-se à prática central da meditação silenciosa com todo o seu ser:
| “ | Deixar cair corpo e mente é sentar em meditação. Ao praticar sinceramente o intenso sentar, os cinco desejos desaparecem e os cinco obstáculos são removidos. | ” |

O abandono da compreensão intelectual através da absorção meditativa e do corpo através da disciplina foram decisivos para realizar o completo desapego. O mestre Rujing participava de todos os momentos de prática junto com os monges, e revelava com sua forma de viver a realização dos ensinamentos oferecidos.
Sob Rujing, Dōgen atingiu a libertação do corpo e da mente, guardando cuidadosamente as palavras de seu mestre, "Jogue fora o corpo e a mente" (身心脱落 shēn xīn tuō luò). Esta frase continuaria a ter grande importância durante a vida de Dogen e pode ser encontrada em vários lugares em seus escritos, como por exemplo na seção famosa de seu "Genjōkōan" (現成公案):
| “ | Estudar o Caminho é estudar a si próprio. Estudar a si próprio é esquecer-se de si próprio. Esquecer-se de si próprio é tornar-se iluminado por todas as coisas do universo. Ser iluminado por todas as coisas do universo é livrar-se do corpo e da mente, de si próprio bem como dos outros. Até mesmo os traços da iluminação são eliminados, e vida com iluminação sem traços continua para sempre. | ” |

Logo após Dogen chegar ao monte Tiantong, Myōzen morre. Em 1227, Dōgen recebeu a Transmissão do dharma e inka de Rujing, e comentou como finalmente ele havia resolvido sua "busca de uma vida da grande questão".

## Retorno ao Japão
Dogen retornou ao Japão em 1227 ou 1228, para o templo Kennin (Kennin-ji), onde ele havia treinado sob Eisai. Uma de suas primeiras ações ao voltar foi escrever o Fukan Zazengi (普観坐禅儀; "Instruções Universalmente Recomendadas para a Prática de Zazen"), um texto curto mostrando a importância e dando instruções para a prática do zazen, ou "meditação sentada".
Tensões começaram a surgir quando a comunidade tendai tentou suprimir tanto o zen quanto a escola Jōdo Shinshū, as novas formas de budismo no Japão. Devido a esta tensão, Dogen deixou os domínios tendais de Kyoto em 1230 e se estabeleceu num templo abandonado na hoje cidade de Uji, ao sul de Kyoto. Em 1233, Dōgen fundou o Kannon-dōri-in,  um pequeno centro de prática, em Uji; mais tarde, ele expandiu este templo para formar o templo Kōshō-hōrinji (興聖法林寺). Em 1243, Hatano Yoshishige (波多野義重) ofereceu realocar a comunidade de Dogen para a província Echizen, bem ao norte de Kyoto. Dōgen aceitou devido às tensões com a comunidade tendai e seus seguidores construíram um centro de prática nesta localidade, chamando-o de Daibutsuji (大仏寺), "templo do Grande Buda". Enquanto a construção ocorria, Dogen vivia e ensinava no templo Yoshimine-dera (Kippōji, 吉峯寺), próximo a Daibutsuji. Em 1246, Dōgen mudou o nome de Daibutsuji, passando a chamá-lo Eihei-ji. Este continua a ser um dos dois templos-chefe da seita sōtō zen no Japão atual, o outro sendo Sōji-ji.
Dogen passou o resto de sua vida ensinando e escrevendo em Eiheiji. Em 1247, o novo regente, Hōjō Tokiyori, convidou Dōgen a vir a Kamakura ensiná-lo. Dōgen fez a longa viagem, ordenou o regente como leigo e voltou a Eiheiji em 1248. No outono de 1252, Dōgen adoeceu. Ele transmitiu seu manto ao principal aprendiz, Koun Ejō (孤雲懐弉), fazendo-o abade de Eiheiji. A convite de Hatano Yoshishige, Dōgen foi a Kyoto em busca de uma cura para sua doença. Em 1253, pouco depois de chegar a Kyoto, Dogen faleceu. Pouco antes de sua morte, ele havia escrito o poema:
Cinquenta e quatro anos iluminando os céus.
Um salto trêmulo arrebenta com bilhões de palavras.
Hah!
O corpo inteiro procura por nada.
Vivendo, eu mergulho nas Fontes Amarelas.

## Zen Soto
No cerne da variação de zen que Dogen ensinava, existe uma série de conceitos-chave, enfatizados diversas vezes nos seus escritos. Todos estes conceitos, entretanto, estão intimamente relacionados no sentido de que todos estão conectados diretamente com o zazen, ou "meditação sentada", que Dogen considerava idêntico ao zen, como pode ser visto claramente na primeira sentença do manual de instruções de 1243 Zazen-gi (坐禪儀; "Princípios do Zazen"): "Estudar zen... é zazen". Ao se referir ao zazen, Dogen, na maioria das vezes, está se referindo especificamente ao shikantaza, ou "apenas sentar-se", que é um tipo de meditação na qual senta-se "num estado totalmente alerta, livre de pensamentos, dirigido a nenhum objeto e ligado a nenhum conteúdo em particular".

### Unidade entre prática e iluminação
O conceito primário permeando a prática zen de Dogen é a "unidade prática-iluminação" (修證一如 shushō-ittō / shushō-ichinyo). Este conceito é tão fundamental na variedade de zen de Dogen — e, consequentemente, na escola soto como um todo — que formou a base para o trabalho Shushō-gi (修證儀), compilado em 1890 por Takiya Takushū (滝谷卓洲) do Eihei-ji e Azegami Baisen (畔上楳仙) do Sōji-ji como uma introdução ao enorme trabalho de Dogen, o Shōbōgenzō ("Tesouro do Olho do Darma Verdadeiro").
Para Dōgen, a prática de zazen e a experiência de iluminação eram uma e a mesma coisa. Este ponto foi sucintamente indicado por Dogen no Fukan Zazengi, o primeiro texto que compôs ao retornar ao Japão: "Praticar o caminho diligentemente é, por si só, iluminação. Não há qualquer diferença entre prática e iluminação ou entre zazen e vida diária". Previamente no mesmo texto, a base desta identidade é explicada em mais detalhes:
| “ | Zazen não é "meditação passo a passo". Ao invés disso, é a prática simples e agradável de um buda, a realização da Sabedoria do Buda. A verdade surge onde não há ilusões. Se você entender isso, você é completamente livre, como um dragão que obteve água ou um tigre que reclina-se em uma montanha. O Dharma (lei suprema) surgirá por si mesmo, e você estará livre de cansaço e confusão. | ” |

A unidade entre prática e iluminação também foi enfatizada no Bendōwa (弁道話 "Discurso sobre o que segue  caminho") de 1231:
| “ | Pensar que a prática e a iluminação não são a mesma coisa não é mais que um ponto de vista que está fora do Caminho. No buddha-dharma [ou seja, no budismo], prática e iluminação são a mesma coisa. Porque é a prática da iluminação, a prática diligente do Caminho de um iniciante é exatamente a totalidade da iluminação original. Por esta razão, ao passar a atitude essencial para a prática, ensina-se que não devemos esperar a iluminação fora da prática. | ” |

## Os escritos de Dogen
A obra-prima de Dogen é o Shobogenzo, discursos e escritos reunidos em 99fascículos sobre tópicos que vão desde a prática monástica até a filosofia da linguagem, do ser e do tempo. Neste trabalho, como em sua vida, Dogen enfatiza a absoluta primazia do shikantaza e a inseparabilidade entre prática e iluminação.
Embora fosse comum que trabalhos budistas fossem escritos em chinês, Dōgen escrevia frequentemente em japonês, transmitindo a essência do seu pensamento num estilo que era, ao mesmo tempo, conciso e inspirador. Um mestre no estilo, Dogen é notável não apenas pela sua prosa mas também por sua poesia (em estilo japonês waka e em vários estilos chineses). O uso da linguagem por Dogen era não convencional. De acordo com Steven Heine, especialista em Dogen: "Os trabalhos filosóficos e poéticos de Dogen são caracterizados por um esforço contínuo em expressar o inexprimível através do aperfeiçoamento do discurso imperfeito pelo uso criativo do jogo de palavras, neologismos e lírica, bem como pela redefinição de expressões tradicionais".
Desde 1930, a obra de Dogen desperta interesse nos ocidentais, mas a primeira edição inglesa do Shobogenzo só foi feita em 1958. A versão completa só foi editada em 1983, em quatro volumes, traduzidos por Gudo Wafu Nishijima e Chodo Cross. Atualmente, desperta grande interesse em países da Europa e nos Estados Unidos, onde diversos centros dedicam-se a estudar seu pensamento. Alguns escritos foram editados como trabalhos independentes, e ainda alguns ensinamentos foram reunidos e transcritos por seu discípulo direto e sucessor Koun Ejo.
No Brasil, um único trabalho reúne alguns capítulos selecionados e traduzidos sob o título: A Lua Numa Gota de Orvalho – (DOGEN, 1993).